# Wolodymyr Ossadtschyj
Wolodymyr Ossadtschyj (ukrainisch Володимир Осадчий) ist ein ehemaliger ukrainischer Bogenbiathlet.
Wolodymyr Ossadtschyj erreichte seine größten internationalen Erfolge bei den Bogenbiathlon-Weltmeisterschaften 2003 in Krün. Dort gewann er im Massenstartrennen hinter Andrei Markow und vor Hugo Loewert ebenso wie an der Seite von Jurij Dmytrenko, Roman Schowkun und Serhij Mychajlenko hinter der russischen und vor der slowenischen Staffel die Silbermedaillen. Ein Jahr später wiederholte er den Erfolg in Pokljuka im Massenstartrennen, wo er sich nur Igor Samoilow geschlagen geben musste und Maxim Menschikow auf den dritten Rang verwies. Im Staffelrennen gewann die Ukraine hinter Russland und Slowenien in der Besetzung Wolodymyr Ossadtschyj, Anatolij Lebeda, Roman Schowkun und Serhij Mychajlenko die Bronzemedaille. Im Sprint wurde er Achter, im Verfolgungsrennen Zehnter. 2005 gewann er in Forni Avoltri mit Anatolij Lebeda, Andrij Taran und Serhij Mychajlenko erneut hinter Russland und Slowenien die Bronzemedaille.